# Aeropuerto Internacional de Des Moines
El Aeropuerto Internacional de Des Moines (del inglés: Des Moines International Airport) (IATA: DSM, OACI: KDSM, FAA LID: DSM) es un aeropuerto de servicio comercial a 8 km (5 millas) al suroeste de Des Moines, la capital de Iowa.
El campus de 2600 acres del aeropuerto incluye dos pistas, 46 edificios, 7 estacionamientos y la terminal. Seis aerolíneas comerciales ofrecen servicio de DSM (American, Allegiant, Delta, Frontier, Southwest y United). El aeropuerto es administrado por la Autoridad Aeroportuaria de Des Moines.
El Plan Nacional de Sistemas Aeroportuarios Integrados para 2017-2021 lo calificó como un aeropuerto de servicio comercial primario.  En 2016, un récord de 2.48 millones de pasajeros utilizaron el aeropuerto, un 5 % más que en 2015. En 2019, DSM atendió a 2,92 millones de pasajeros, un récord para el aeropuerto.
El aeropuerto alberga el ala 132 de la Guardia Nacional Aérea de Iowa.
,

## Instalaciones
El aeropuerto cubre (1062 ha (2625 acres) a una altitud de 292 m (958 pies). Tiene dos pistas: 5/23 es de 2,744 x 46 m (9,004 por 150 pies); 31/13 es de 2744 x 46 m (9,002 por 150 pies).
En el año que finalizó el 31 de diciembre de 2021, el aeropuerto tuvo operaciones de 66,320 aeronaves, un promedio de 182 por día: 44% aerolínea, 9% taxi aéreo, 44% aviación general y 4% militar. Entonces, 105 aviones tenían su base en el aeropuerto: 63 monomotores, 16 multimotores, 23 a reacción y tres helicópteros.
La terminal tiene dos salas; la Sala A con puertas A1–A5 (utilizada por Allegiant Air, Southwest Airlines, United Airlines y United Express) y la Sala C, con puertas C1–C7 (utilizada por American Airlines, American Eagle, Delta Air Lines, Delta Connection y Frontier Aerolíneas).
El aeropuerto alberga una base de mantenimiento de Endeavour Air.

## Aerolíneas y destinos

### Pasajeros
| Aerolíneas         | Destinos |
| ------------------ | --- |
| Allegiant Air      | Austin, Boston, Fort Lauderdale, Fort Myers (inicia el 21 de noviembre de 2025), Gulf Shores (inicia el 3 de octubre de 2025), Jacksonville, Las Vegas, Orange County, Orlando/Sanford, Phoenix/Mesa, Punta Gorda (FL), San Petersburgo/Clearwater Estacional: Destin/Fort Walton Beach, Houston–Hobby, Nashville, Newark, Portland (OR), San Diego, Sarasota |
| American Airlines  | Charlotte, Dallas/Fort Worth, Phoenix–Sky Harbor Estacional: Chicago–O'Hare |
| American Eagle     | Chicago–O'Hare, Dallas/Fort Worth ,Los Ángeles (inicia el 6 de octubre de 2025), Nueva York–LaGuardia (finaliza el 2 de septiembre de 2025), Phoenix–Sky Harbor, Washington–National Estacional: Filadelfia, Miami |
| Delta Air Lines    | Atlanta |
| Delta Connection   | Detroit, Mineápolis/St. Paul, Nueva York–LaGuardia |
| Frontier Airlines  | Denver Estacional: Orlando |
| Southwest Airlines | Chicago-Midway (inicia el 5 de marzo de 2026), Denver, Las Vegas, San Luis (finaliza el 4 de marzo de 2026), Estacional: Phoenix–Sky Harbor |
| United Airlines    | Chicago–O'Hare, Denver Estacional: Houston–Intercontinental |
| United Express     | Chicago–O'Hare, Denver, Houston–Intercontinental |

### Carga
| Aerolíneas    | Destinos                           |
| ------------- | ---------------------------------- |
| FedEx Express | Cedar Rapids/Iowa City, Memphis    |
| UPS Airlines  | Cedar Rapids/Iowa City, Louisville |

## Estadísticas

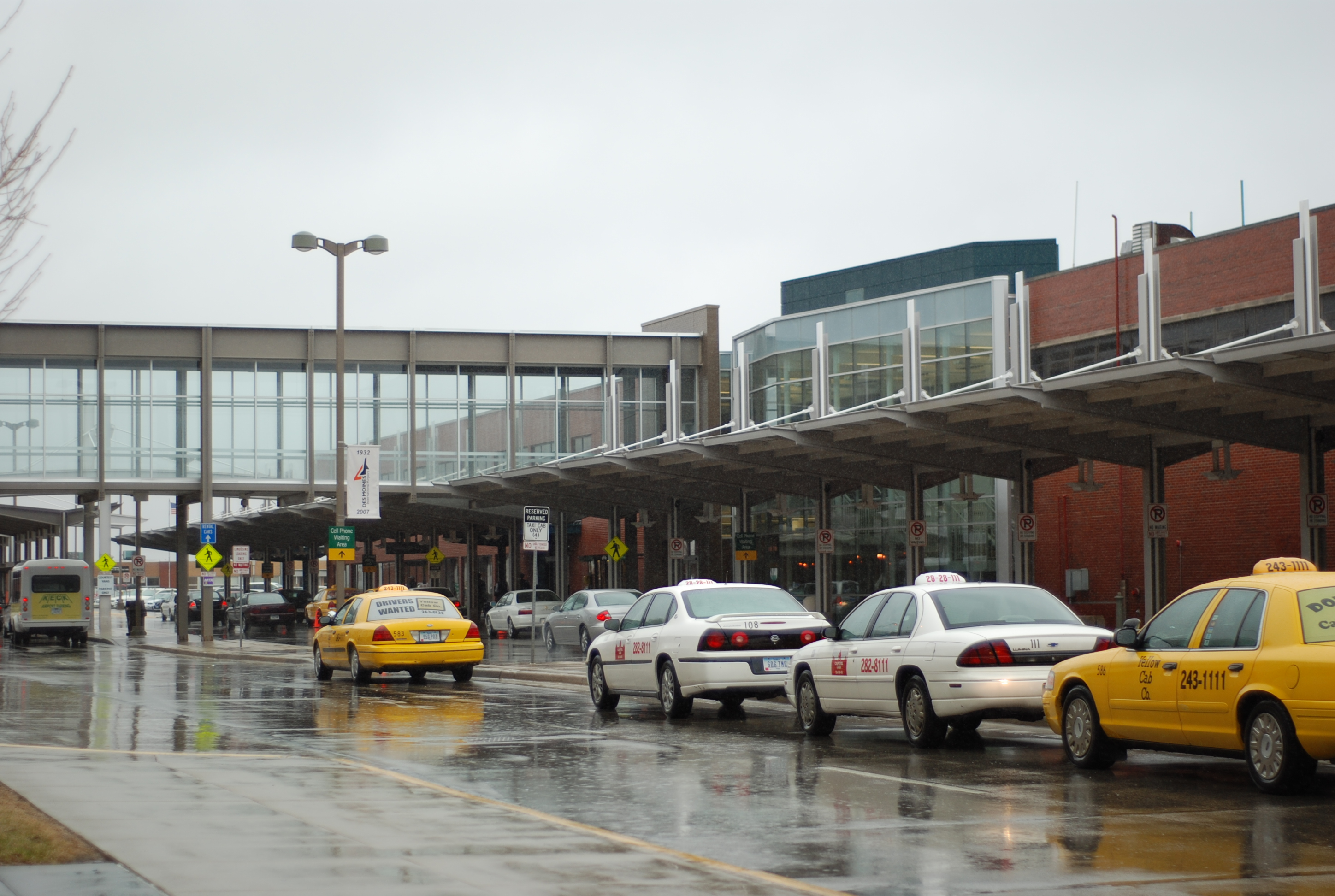
Fachada principal del aeropuerto.

### Tráfico anual
| Año  | Número de pasajeros | Cambio porcentual |
| ---- | ------------------- | ----------------- |
| 2013 | 2,201,388           | 5.8%              |
| 2014 | 2,319,431           | 5.4%              |
| 2015 | 2,365,643           | 2.0%              |
| 2016 | 2,483,924           | 5.0%              |
| 2017 | 2,578,308           | 3.8%              |
| 2018 | 2,773,207           | 7.6%              |
| 2019 | 2,919,904           | 5.3%              |
| 2020 | 1,295,685           | 55.6%             |
| 2021 | 2,167,510           | 67.3%             |
| 2022 | 2,808,125           | 29.6%             |
| 2023 | 3,097,006           | 10.3%             |
| 2024 | 3,176,952           | 2.6%              |